# Eddelak
Eddelak ist eine Gemeinde im Süden des Kreises Dithmarschen in Schleswig-Holstein.

## Geografie

### Ortsteile
Außer Eddelak liegen auch Behmhusen, Theeberg und Warferdonn im Gemeindegebiet.

### Nachbargemeinden
Nachbargemeinden sind im Uhrzeigersinn im Norden beginnend die Gemeinden Dingen, Kuden und Averlak, die Stadt Brunsbüttel sowie die Gemeinde Ramhusen (alle im Kreis Dithmarschen).

## Geschichte
Früheste Besiedlungsspuren von Eddelak gehen zurück bis in die Römische Kaiserzeit. Im Jahr 1877 wurde südwestlich der Ortschaft eine germanische Flachsiedlungsschicht von circa 6 ha Größe archäologisch festgestellt. Zahlreiche Keramikfunde (Scherben und Urnen) führten vorübergehend zu Annahmen, dass die Siedlung der Keramikherstellung oder dem Salzsieden diente, des Weiteren wurde der Siedelplatz im Kontext der Stammesbildung der Sachsen unter Einbezug der Chauken in der Forschung diskutiert.
Die Geschichte Eddelaks ist unterteilt in die Geschichte des Kirchspiels Eddelak und die Geschichte der modernen Gemeinde Eddelak.
Im Siedlungsraum Eddelak konnte 1140 so erfolgreich Ackerbau betrieben werden, dass dem Domkapitel Hamburg mit dieser Begründung der Zehnte von Ethelekeswisch zugesprochen wurde. Um 1200 entstand aus dem Siedlungsraum das Kirchspiel Eddelak, das 1281 durch einen Vertrag mit Hamburg erstmals schriftlich in Erscheinung trat. Das Kirchspiel Eddelak (Siegelinschrift: Eddelake) und das Land Dithmarschen sicherten der Frühhanse einen landesweiten Schutz der Kaufleute, ihrer Fahrzeuge und ihrer Waren zu und versprachen außerdem, obwohl ebenso wenig Anrainer der Elbe wie die meisten der zwölf übrigen beteiligten Dithmarscher Kirchspiele, den traditionellen Strandraub abzuschaffen.
Das Kirchspiel Eddelak bestand ursprünglich aus den fünf Bauerschaften Averlak, Behmhusen, Dingen, Warfen und Westerbüttel, seit 1811 durch Abspaltung von Blangenmoor-Lehe von Averlak aus nun sechs Bauerschaften mit einer gemeinsamen Kirche im (zwischen Warfen und Behmhusen hälftig geteilten) Kirchort Eddelak.
Mit der Verordnung vom 22. September 1867 wurden in der preußischen Provinz Schleswig-Holstein die selbständigen Landgemeinden eingeführt. Anders als im übrigen Provinzgebiet gab es im Westen Schleswig-Holsteins, nämlich in Dithmarschen und im Kreis Husum, eine besondere Form der kommunalen Verwaltung. Diese wurde unangetastet übernommen. So wurden aus den Gebieten der Kirchspiele, in denen bereits weltliche Strukturen vorhanden waren, politische Gemeinden, die Kirchspielslandgemeinden.
Die in den Kirchspielslandgemeinden als "Untereinheit" vorhandenen Dorfschaften und Dorfgemeinden wurden am 1. April 1934 zu selbständigen Gemeinden/Landgemeinden. An diesem Tag wurde ebenfalls die Kirchspielslandgemeinde Eddelak aufgelöst. Es wurden an ihrer Stelle die Gemeinden Averlak, Behmhusen, Blangenmoor-Lehe, Dingen, Warfen und Westerbüttel neu gebildet.
Die Gemeinde Eddelak entstand am 1. Juni 1953 durch Umbenennung der Gemeinde Warfen. Die Gemeinde Behmhusen gab am 1. Januar 1966 ihre gemeindliche Eigenständigkeit durch den Beitritt zur Gemeinde Eddelak auf.
Die Gemeinden Averlak und Dingen blieben selbständig. Die Gemeinde Westerbüttel schloss sich am 1. Januar 1970 der Stadt Brunsbüttel an. Die Gemeinde Blangenmoor-Lehe kam am 1. Januar 1972 hinzu.

## Politik

### Gemeindevertretung
Bei der Kommunalwahl am 14. Mai 2023 wurden insgesamt 13 Sitze vergeben. Von diesen erhielt die Eddelaker Wählergemeinschaft sieben Sitze und die CDU sechs Sitze.

### Wappen

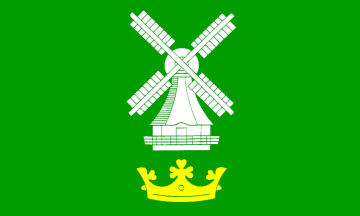
Flagge von Eddelak

Blasonierung: „In Grün über einer goldenen heraldischen Krone eine silberne holländische Windmühle mit fast ebenerdiger Galerie.“

## Kultur und Sehenswürdigkeiten

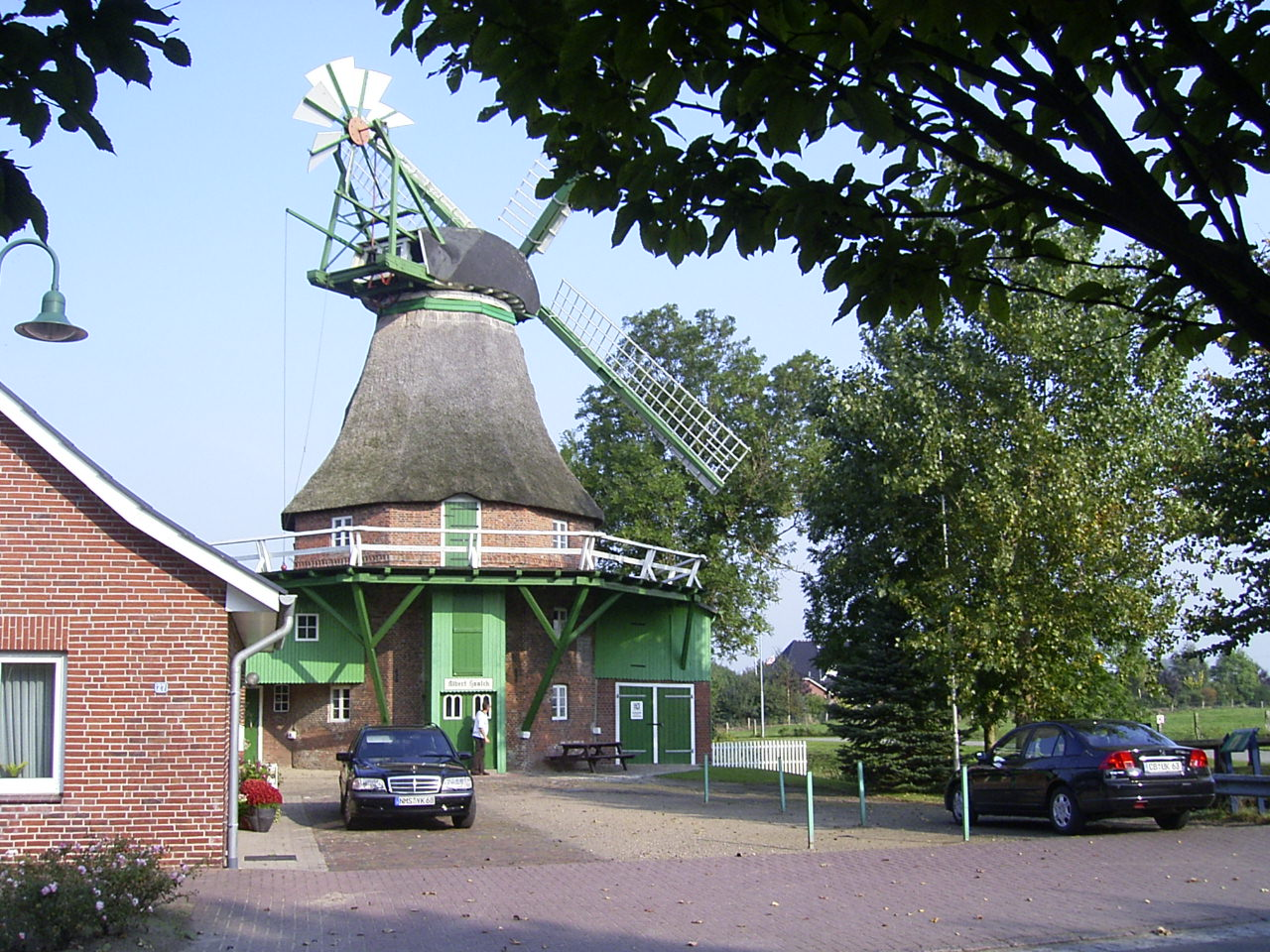
Windmühle Gott mit uns

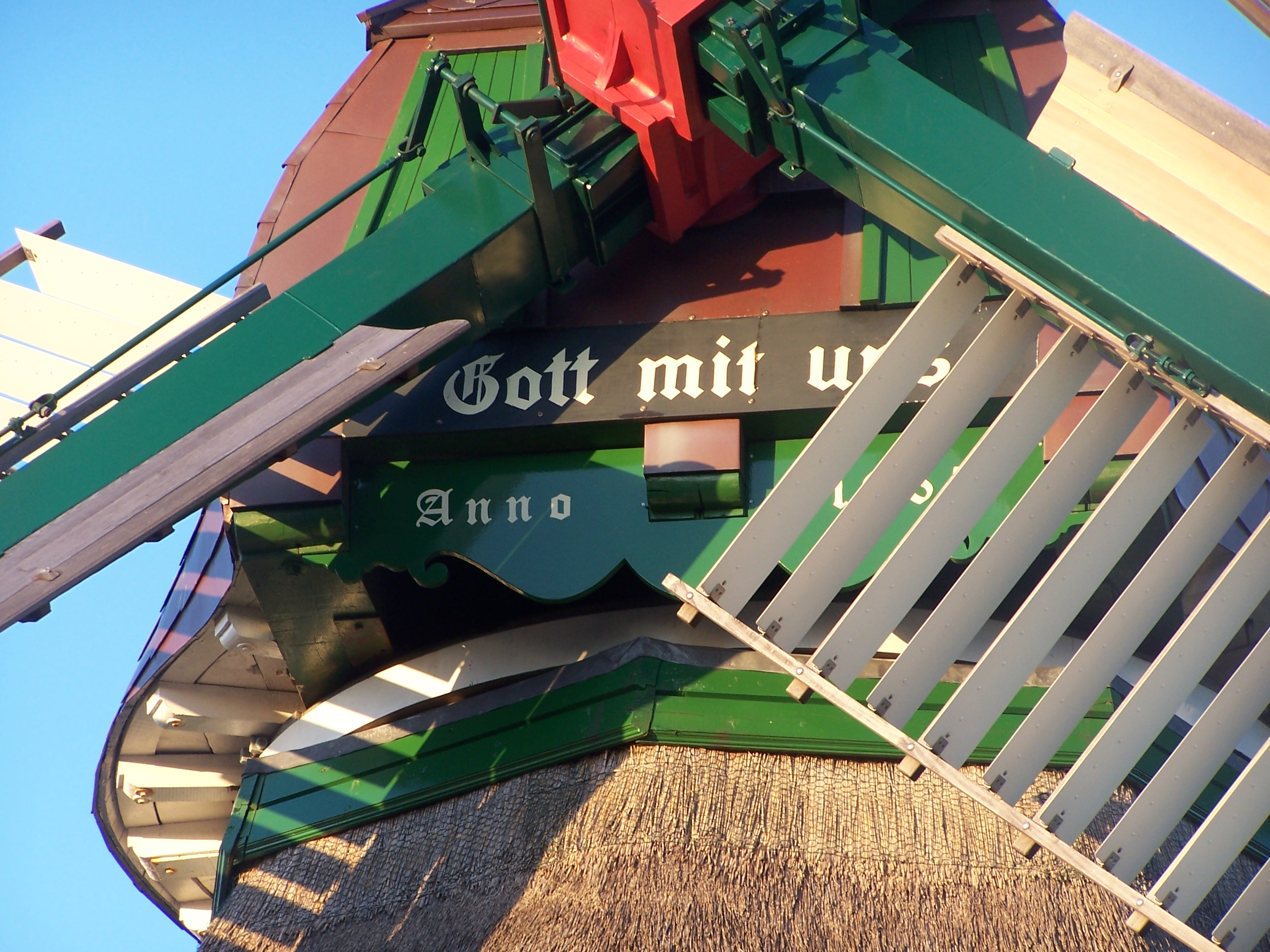
Mühlenkopf

## Bauwerke
Die denkmalgeschützte barocke Backsteinkirche St. Marien wurde 1740 vom Baumeister Johann Georg Schott über dem Fundament der Vorgängerin errichtet. Sie ist als einfacher Saalbau mit hohen, rundbogigen Fenstern über einem rechteckigen Grundriss ausgeführt. Der Innenraum ist durch ein hölzernes Muldengewölbe unter einem im Osten abgewalmten Satteldach abgeschlossen. Im Norden und Süden schützen je ein vorgesetzter, rechteckiger Windfang die seitlichen Eingänge. Unmittelbar vor dem Westgiebel steht auf eigenem Fundament der 1676 erneuerte, hölzerne Glockenturm. Glockenturm und Kirche sind damit die ältesten Gebäude im früheren Kirchspiel Eddelak.
In Eddelak steht noch der aus dem Jahr 1865 stammende Zwickstellholländer Gott mit uns, der Vorbild für das Wappenmotiv war. Die Mühle wurde teilweise aus Resten einer älteren Mühle gebaut, die Christian Harms, der Bruder des Theologen Claus Harms, 1802 aus Meldorf nach Eddelak versetzte und von einer Stampf- in eine Kornmühle umbauen ließ. 1976 beschädigte ein Sturm die Mühle, woraufhin Müller Albert Haalck den Mühlbetrieb einstellte. Die 1986 denkmalgeschützte und 1990 erstmals renovierte Mühle ist theoretisch noch heute voll funktionsfähig, dreht aber nur noch, mahlt jedoch nicht mehr. Heute betreut sie der örtliche Mühlenverein, zudem können hier standesamtliche Trauungen durchgeführt werden. Das Standesamt Sankt Michaelisdonn zählt jährlich etwa 25 bis 30 solcher Hochzeiten.

## Wirtschaft und Infrastruktur

### Bildung
Ende der 1960er Jahre wurde in Eddelak eine Dörfergemeinschaftsschule gebaut. Die Gemeinden Averlak, Dingen und Eddelak finanzierten das Vorhaben gemeinsam an. Gebaut wurde nicht auf der grünen Wiese, sondern auf einer Wanderdüne. Rund um die Schule wurden Bauplätze ausgewiesen, Einfamilienhäuser entstanden und es folgte ein Kindergarten.

### Verkehr
Am 1878 von der Glückstadt-Elmshorner Eisenbahn-Gesellschaft eröffnete Bahnhof Eddelak an der Marschbahn wurde der Personenverkehr zwischen Brunsbüttel Nord und St. Michaelisdonn am 27. Mai 1988 eingestellt. Das Industrieunternehmen Sasol sorgt für werktäglichen Güterverkehr zwischen Hemmingstedt und Brunsbüttel durch Eddelak.
Die Buslinien 2507, 2508 und 2509 (Dithmarschenbus/Autokraft) verbinden heute fast nur im Schülerverkehr die Bahnhofstraße in Eddelak mit Brunsbüttel, Burg, Meldorf und Marne.

## Söhne und Töchter der Gemeinde
- Samuel Schultze (1635–1699), lutherischer Theologe
- Heinrich Christian Dührssen (1799–1838), Arzt
- Traugott Tamm (1860–1938), Schriftsteller
- Wilhelm Grimsmann (1883–1940), polnischer Journalist und NS-Opfer
- Käthe Riechers (1906–1964), Fürsorgerin
- Georg Heinrich Thiessen (1914–1961), Astronom